# Léa Clermont-Dion
Pour les articles homonymes, voir Clermont et Dion.
Léa Clermont-Dion est une autrice, réalisatrice et féministe québécoise, née le 5 avril 1991 à Rawdon au Québec.

## Biographie
Née le 5 avril 1991 à Rawdon au Québec, Léa Clermont-Dion passe une grande partie de son enfance et de sa jeunesse à Gore dans les Laurentides.
Elle est initiatrice, avec Jacinthe Veillette, de la Charte québécoise pour une image corporelle saine et diversifiée. Elle est révélée au grand public lors de son passage à Tout le monde en parle en octobre 2009. À la suite de l'obtention d'un doctorat en science politique à l'Université Laval en 2021, elle amorce un postdoctorat à l'Université Concordia.
Plus récemment[Quand ?], Mitsou Gélinas et elle animent l'émission Mitsou et Léa diffusée sur Moi et Cie ainsi que TVA.

### Démarche militante
Après avoir vécu un problème de santé lié à ce qui s'apparente à l'anorexie, Léa Clermont-Dion s'est interrogée sur la pression faite auprès des femmes par les médias qui véhiculent l'idéal de minceur des mannequins à une population qui n'est pas capable de s'y conformer. De cette réflexion est né un désir de sensibiliser les autres femmes et d'amener un changement dans la société.
« À 14 ans seulement, Léa a réuni les grands noms du milieu dans une conférence qui a réuni plus de quatre cents personnes à l’Université du Québec à Montréal. Dès lors, elle s’intéresse à l’hypersexualisation des jeunes filles et entame une série de conférences partout à travers le Québec sur la question. La même année, elle est recrutée par le comité jeune du Conseil du statut de la femme pour lequel elle siège pendant près de deux ans. »
Elle fait la rencontre de Jacinthe Veillette, qui a connu une expérience similaire à la sienne et partage son désir de faire bouger les choses. Elles écrivent une pétition qui est mise en ligne et invitent les gens à appuyer leur idée,. La pétition est déposée à l'Assemblée nationale. De là naît un projet de loi.

### Charte québécoise pour une image corporelle saine et diversifiée
« Le comité de travail responsable de rédiger la Charte et d’en assurer la pérennité est composé d’une trentaine de personnes provenant des milieux de la mode, de la publicité, des médias, de la vidéo, de la musique et du gouvernement. »
La première partie du texte présente les raisons qui justifient un engagement. Celui-ci se présente en sept points.

« Nous souscrivons à la vision d’une société au sein de laquelle la diversité des corps est valorisée et c’est pourquoi nous, personnes soussignées, dans le cadre de nos missions respectives, nous engageons à :
- Promouvoir une diversité d’images corporelles comprenant des tailles, des proportions et des âges variés.
- Encourager de saines habitudes autour de l’alimentation et de la régulation du poids corporel.
- Dissuader les comportements excessifs de contrôle du poids ou de modification exagérée de l’apparence.
- Refuser de souscrire à des idéaux esthétiques basés sur la minceur extrême.
- Garder une attitude vigilante et diligente afin de minimiser les risques d’anorexie nerveuse, de boulimie et de préoccupation malsaine à l’égard du poids.
- Agir à titre d’agents et d’agentes de changement afin de mettre de l’avant des pratiques et des images saines et réalistes du corps.
- Faire connaître la Charte québécoise pour une image corporelle saine et diversifiée auprès de nos partenaires, de nos clientèles et de nos relations professionnelles tout en participant activement à l’adhésion à ses principes et à leur respect. »

### Accusations contre Michel Venne
En novembre 2014, en plein mouvement #AgressionsNonDénoncées (en réaction aux accusations contre l'animateur Jian Ghomeshi), Léa Clermont-Dion publie sur Twitter la mention « Moi aussi », signifiant qu’elle a été victime de violence sexuelle. Elle supprime rapidement sa publication. Elle publie ensuite un article de blogue sur le site Sympatico Actualités, où elle travaille comme chroniqueuse, dans lequel elle affirme avoir été victime de « harcèlement sexuel ». Invitée à témoigner à l'émission 24/60 sur RDI, elle révèle avoir subi des « attouchements » et de l'« intimidation » alors qu'elle était mineure, « dans un contexte politique, dans une organisation dans laquelle [elle était] impliquée au travail », sans pour autant révéler l'identité de l'agresseur.
En octobre 2017, Léa Clermont-Dion affirme sur Facebook avoir été agressée sexuellement par Michel Venne, journaliste et fondateur de l'Institut du Nouveau Monde. Elle mentionne également avoir signé en 2015, sous pression de l'ex-ministre de la condition féminine Lise Payette, une lettre niant les allégations contre Venne. Selon Clermont-Dion, Payette lui aurait proposé de la rencontrer pour l'« amadouer », avant de lui reprocher d'avoir fait du tort à son ami Michel Venne, d'avoir compromis les chances de ce dernier de devenir directeur du Devoir, et d'avoir « brisé cet homme, sa famille » avec ses accusations de 2014. Payette aurait également suggéré que Clermont-Dion s'exposait à des poursuites si elle ne réfutait pas les allégations. Clermont-Dion affirme avoir été inspirée par le mouvement #MeToo à rappeler Payette pour la confronter. Elle dévoile dans la foulée avoir porté plainte contre Venne pour agressions sexuelles.
En entrevue avec le Journal de Montréal, Payette admet avoir parlé avec Clermont-Dion des allégations contre Venne, mais prétend que c'est Clermont-Dion qui aurait abordé le sujet pour lui demander conseil. Sans aborder le sujet de la lettre, elle reconnaît également l'avoir dissuadée de porter plainte, et qu'avec le recul, c'était peut-être une erreur, mais affirme que sa seule préoccupation était de mettre en garde la jeune femme contre les possibles répercussions sur sa carrière du fait de porter plainte.
Sur sa page Facebook, Venne nie avoir agressé sexuellement Léa Clermont-Dion, mais annonce « suspend[re] [s]es activités professionnelles et [s]es collaborations avec les organisations avec lesquelles [il est] lié, en particulier l’Institut du Nouveau Monde » le temps de l'enquête.
Le 31 mai 2018, un mandat d'arrêt est lancé contre Michel Venne pour agression sexuelle et exploitation sexuelle, la plaignante (dont l'identité est maintenue secrète, mais qui sera plus tard révélée comme étant Léa Clermont-Dion) étant une adolescente envers qui Michel Venne était en situation d’autorité ou de confiance au moment des faits allégués. Le 18 juillet 2018, Michel Venne plaide non coupable au palais de justice de Québec.

#### Procès
En janvier 2021, lors du procès, la plaignante accuse Michel Venne d'avoir « mis la main sur [s]a cuisse, près de [s]on vagin de manière fortuite et un peu bizarre » lors d'un voyage en taxi en 2008. Elle relate également un incident lors duquel Venne l'aurait suivie alors qu'elle se dirigeait vers son hôtel avant de se rapprocher brusquement d'elle et de dire : « Ça va rester entre nous » en lui mettant la main sur la hanche. Selon la plaignante, Venne aurait alors « approchée [la main] de [s]es parties intimes », puis « essayé de mettre sa main dans [s]on pantalon » avant qu'elle ne parvienne à se dégager.
La plaignante révèle avoir enregistré Lise Payette à son insu lors de leur conversation téléphonique en 2017. La défense réclame l'exclusion de la preuve de cet enregistrement, soulignant que la plaignante avait initialement présenté une version tronquée de l'enregistrement aux policiers avant de se raviser et de dévoiler une version plus complète, dans laquelle Payette affirme notamment que c'est la plaignante elle-même qui a rédigé la lettre. La plaignante se défend, soulignant que, selon elle, « Plusieurs passages qui ont été enlevés n’altèrent en rien le caractère intrinsèque et le sens de la discussion ». Après un voir-dire, la défense accepte finalement que l'enregistrement soit versé au dossier.
Alors que la défense doit commencer sa preuve, le procureur aux poursuites criminelles et pénales demande la réouverture de la preuve de la poursuite, révélant avoir été contacté par le fils de Lise Payette, qui avait retrouvé trois copies de la lettre dans les effets personnels de sa défunte mère. Or, Lise Payette avait affirmé, dans l'enregistrement, « ne pas avoir conservé de copie » de la lettre.
Lors de son témoignage, Michel Venne nie catégoriquement l'incident du taxi. Concernant l'autre événement, il affirme avoir simplement mis sa main sur l'épaule de la plaignante et tenté de lui faire la bise, ce qui aurait créé un malentendu. Il admet avoir contacté Lise Payette pour lui demander conseil alors que les rumeurs à son sujet mettaient en péril sa candidature au Devoir, mais nie lui avoir demandé de faire signer une lettre à la plaignante.
En juin 2021, le juge Stéphane Poulin déclare Michel Venne coupable des deux chefs d'accusation. Selon le juge, le témoignage de l'accusé est « invraisemblable » et sa version des faits semble trop « ajustée » et « calculée » pour être crédible. À l’inverse, tout en notant certaines imperfections dans le témoignage de Léa Clermont-Dion, il considère que celui-ci est « franc, sincère et transparent », « couvre tous les éléments essentiels » et « ne laisse place à aucune ambiguïté ». Tout en soulignant que la remise d'une version tronquée de l'enregistrement aux enquêteurs sans aviser ceux-ci des modifications est susceptible « d’affecter la crédibilité du témoignage de la plaignante », il conclut que cette dernière a effectué les modifications parce qu'elle « voulait contrôler, sur les médias sociaux, l’information portant sur les propos de madame Payette afin d’éviter qu’un message contradictoire soit véhiculé sur les circonstances entourant la signature de la lettre de rétractation » et déclare « croi[re] la plaignante lorsqu’elle affirme ne pas avoir eu l’intention d’induire en erreur les enquêteurs ou de mentir à la Cour ».
Michel Venne est condamné à six mois de prison en novembre 2021 conformément à une suggestion commune des avocats de la poursuite et de la défense, mais est libéré sous conditions après avoir porté sa condamnation en appel.
En août 2024, la Cour d'appel confirme à l'unanimité le verdict de culpabilité contre Michel Venne, concluant que le jugement de première instance ne contient « aucune erreur judiciaire ou erreur de droit de nature à entraîner son infirmation ». Michel Venne doit alors purger sa peine.

### #boucheouverte
En septembre 2024, en réaction à la sortie du livre Salut, ça va ? de Léa Clermont-Dion, un internaute partage une photo de l'autrice sur X avec en commentaire : « Léa Clermont-Dion a écrit un essai. Cette femme est un parasite médiatique. "L'autrice vulgarise les concepts de consentement, de culture du viol, de masculinité toxique et explore la portée du mouvement #MeToo." Au programme : duckface, validation des écervelés et mâle = mal. »
L'auteur-compositeur Stéphane Venne cite alors la publication en commentant la photo : « Dieu sait pourquoi, quand je vois quelqu'un qui, pour la photo, prend un pose "bouche ouverte et tête penchée sur le côté", j'ai une doutance. » Il ajoute : « Depuis que le monde est monde, cette pose (cou incliné de côté ou vers l'arrière, bouche ouverte) est un code sexuel hyper connu tant des hommes que des femmes, et tant dans la vraie vie qu'en art, c'est une sorte d'invite. Quiconque ignore ça est soit inculte soit de mauvaise foi ». Il suggère également que cela relève d’une « personnalité histrionique ».
Quelques jours plus tard, Léa Clermont-Dion réagit sur Instagram : « Stéphane Venne, grand parolier que j'estime, je suis attristée de constater votre posture aussi dégradante à l'égard des femmes. Et le flot de commentaires décomplexés qui découlent de votre prise de parole, qui n'est pas sans rappeler la pensée Incel, relève d'une misogynie pure et simple. De tels propos démontrent tellement bien combien l'essai que j'ai écrit, Salut, ça va ?, est nécessaire. »
En réaction, de nombreuses photos avec le mot-clic #boucheouverte, lancé par la cheffe de contenu culture et société de magazines Elle Québec et Véro, Laurie Dupont, sont publiées pour dénoncer les propos de Stéphane Venne, y compris certaines venant de France, de Suisse et d’Amérique du Sud.
Peu après, Stéphane Venne supprime son commentaire et publie un message d'excuse : « J'aurais pas dû faire ce lien. Mon erreur. Mon commentaire aurait dû demeurer en lien direct avec la photo, point. Présumer comme je l'ai fait des intentions ou du caractère de la personne photographiée (Léa Clermont-Dion) était 100% NON-documenté, non pertinent, donc une erreur argumentaire... mais aucunement misogyne. Car non seulement j'aurais dit la même chose s'il s'était agi d'un gars qui se donne un look séducteur mais je ne reprocherai jamais à une femme ni à un homme de chercher à séduire. J'ai juste réagi erratiquement au fait qu'on me reprochait violemment de voir dans une photo une intention de séduire. Y'a pas de mal à vouloir séduire. Je présente donc mes excuses à Léa Clermont-Dion, surtout à la lumière des réactions primaires et désespérément misogynes qui ont suivi mes énoncés. »
En entrevue à l'émission Lagacé le matin au 98.5 FM, Léa Clermont-Dion réclame que la Ville de Montréal évalue la possibilité de sanction contre Stéphane Venne, ce dernier étant alors conseiller aux communications stratégies au Service de l’eau à la Ville: « C'est quand même une question de gestion de ressources humaines. Donc, j'imagine qu'en ce moment, l'administration de la direction des relations publiques de la Ville de Montréal fait des examens, parce que ce type de propos-là, sincèrement, ne passerait pas de la part de plusieurs employés de différentes entreprises. Donc, j'imagine que la Ville de Montréal ne fait pas exception à la règle et va examiner le dossier. » En réaction, la mairesse de Montréal, Valérie Plante, annonce avoir demandé « au directeur général de la Ville de prendre des mesures » et promet que Stéphane Venne sera « rencontré par les ressources humaines ».
Le 4 octobre 2024, Stéphane Venne annonce démissionner de son poste à la Ville de Montréal: « Je viens à l'instant, avec grand chagrin, de remettre ma démission à la directrice du Service de l'eau de la Ville de Montréal. L'imbroglio dans lequel je me trouve actuellement affecte la Ville de Montréal mais surtout le Service de l'eau, au grand détriment de la cause de l'eau que je m'efforce de servir depuis 20 ans. J’aurais souhaité pouvoir débattre normalement et rationnellement de l'enjeu que j'avais soulevé au départ, à savoir l'image qu'une personne - homme ou femme - choisit de projeter d'elle-même dans l'univers virtuel des médias. J’aurais souhaité un débat public autre que belliqueux. J'aurais souhaité un débat constitué d'arguments, dénué d'invectives et de désinformation. Mais tout est allé trop vite et trop mal pour permettre un tel débat, qui est devenu une sorte de guerre dont les effets toxiques se sont malencontreusement répercutés sur la Ville et sur le Service de l’eau. Ça doit cesser. Je le fais cesser. »

## Œuvres

### Récit
- Crève avec moi, Montréal, Québec Amérique, Coll. III, 2019.   (ISBN 9782764438961)

### Essais
- Porter plainte, Montréal, Cheval d'août Éditeur, 2023.  (ISBN 9782924491904)
- Salut, ça va?, Montréal, Éditions Cardinal, 2024.

### Ouvrages collectifs et autres publications
- Lettres à un souverainiste, ouvrage co-dirigé avec Félix-Antoine D. Michaud, Montréal, VLB Éditeur, 2014.
- La revanche des moches, Montréal, VLB Éditeur, 2014.  (ISBN 9782896495924 et 9782896495931)
- Les Superbes : une enquête sur le succès et les femmes, co-écrit avec Marie Hélène Poitras, 2016, VLB Éditeur[34]
- Entre vacarme et silence. Entretien avec Patrizia Romito, dans Liberté No 324  Au marché des corps, 2019, La Revue Liberté[35]
- Discours antiféministes en ligne : une analyse impliquée et performative des matériaux textuels tirés du Web social au Québec, Thèse de doctorat, Université Laval. http://hdl.handle.net/20.500.11794/72253

## Prix et honneurs
- Prix hommage Bénévolat Québec 2007, Catégorie Jeune Bénévole – Prix Claude-Masson[36]
- Prix Jeune femme de Mérite 2010, décerné par la Fondation Y des Femmes
- Prix collégial d'excellence en communications
- Bourse nationale du Millénaire 2008, remis par la Fondation canadienne des bourses d’études du millénaire[37]
- Personnalité par Excellence 2011 par l'organisme Forces Avenir[38]
- Personnalité La Presse[39],[40]

## Filmographie
Sauf indication contraire, les informations mentionnées dans cette section peuvent être confirmées par les bases de données cinématographiques IMDb et Allociné,  présentes dans la section « Liens externes ».

### Documentaires
- 2021 : Janette et filles (réalisation, co-scénarisation) - La Ruelle Films (moyen-métrage)[41]
- 2022 : Je vous salue salope : la misogynie au temps du numérique (co-réalisatrice) - La Ruelle Films (Backlash: Misogyny in the Digital Age [42]- ENG)
- 2024 : La peur au ventre (Animation, réalisation et recherche)[43] - Les Productions d’Octobre inc. (moyen-métrage)[44]
- 2025 : Le Siècle de Janette (documentaire présenté à la Place des Arts du 26 mars au 18 mai 2025)[45],[46]

### Télévision
- 2014 : Beauté fatale (co-scénariste)
- 2022 : T'as juste à porter plainte (présentatrice)

### Court-métrage
- 2012 : Sandra (réalisatrice)